# Congiura di Pisone
La congiura di Pisone, o congiura pisoniana, che prende il nome da uno dei principali congiurati, Gaio Calpurnio Pisone, fu un complotto ordito contro l'imperatore Nerone nel 65. La trama fu scoperta e, prima che potesse avere effetto, scatenò una terribile vendetta: l'imperatore eliminò senza esitazione, con una serie di processi politici, tutti i suoi oppositori.

## Obiettivi e scoperta della congiura
Le motivazioni che portarono alla congiura furono per lo più rancori personali dei singoli membri verso Nerone, dovuti principalmente ai suoi eccessi o ai suoi atti crudeli, mentre molti personaggi avevano visioni politiche diverse riguardo alle sorti dell'impero (anche una restaurazione della repubblica), ma alla fine si accordarono per far eleggere imperatore Pisone stesso.
I congiurati, almeno 41 persone, tra cui senatori, cavalieri, militari e letterati, miravano a uccidere l'imperatore Nerone. Nel 65 il gruppo si riunì a Baia, nella villa di Pisone, e lì stabilirono che, durante i giochi dedicati a Nerone al Circo Massimo, il console designato Plauzio Laterano si sarebbe dovuto gettare ai piedi dell'imperatore da supplice, accoltellandolo durante l'azione; gli altri complici sarebbero intervenuti in seguito, in modo che avvenisse un'esecuzione plateale, al pari dei grandi spettacoli popolari che lo stesso Nerone era uso organizzare. Morto l'Imperatore, Gaio Calpurnio Pisone sarebbe stato proclamato nuovo princeps dalla Guardia Pretoriana, grazie all'appoggio di Fenio Rufo (forse il vero capo della congiura), allora Prefetto del Pretorio congiuntamente a Tigellino, del tribuno militare Subrio Flavio e del centurione Sulpicio Aspro.
Un giorno la liberta Epicari, per tentare di attirare alla causa l'ufficiale della marina Volusio Proculo, deluso dal non aver ricevuto da Nerone le gratificazioni che si aspettava, gli fece capire che si stava preparando un complotto contro l'imperatore. Proculo, tuttavia, denunciò Epicari, che fu arrestata, ma la congiura non fu scoperta perché la liberta non aveva rivelato a nessuno i nomi dei congiurati e perché mancavano altri testimoni; Nerone, diffidente, la lasciò comunque in prigione. La congiura fu scoperta allorché uno schiavo al servizio del congiurato Scevino, Milico, corse agli Orti Serviliani a denunciare il proprio padrone che, avendogli ordinato di affilargli il pugnale e di preparargli bendaggi (per eventuali ferite ricevute nel corso dell'azione), lo aveva insospettito. Intuito che vi era una complicità tra Scevino e Natale, ed essendo entrambi amici di Pisone, i due furono interrogati separatamente: Natale confessò subito, indicando tra i congiurati Pisone e Seneca. Fu l'inizio della scoperta della congiura, che diede adito, per ordine di Nerone, ad una serie di processi sommari, esecuzioni e suicidi. Lo scrittore latino Tacito negli Annales, cita, oltre alla celebre morte di Seneca, anche quella di Petronio, Plauzio Laterano e Subrio Flavo. Un esempio di grande coraggio riferito dallo stesso Tacito, è la morte di Epicari, suicida pur di non rivelare i nomi dei complici dopo essere stata più volte torturata: "Fulgido esempio di eroismo, dato da una donna, una liberta, che in un così grande pericolo volle proteggere degli estranei e quasi degli sconosciuti, mentre degli uomini nati liberi, dei cavalieri e dei senatori romani, senza essere sottoposti a tortura, tradivano ognuno le persone più care".

## Conseguenze
Tra i congiurati, fra il 65 e il 66, furono uccisi o costretti al suicidio, oltre a Gaio Calpurnio Pisone, Lucio Anneo Seneca (pur non essendoci prove del suo diretto coinvolgimento), Marco Anneo Lucano, Petronio Arbitro, Plauzio Laterano, Afranio Quiniano, Flavio Scevino, Claudio Senecione, Vulcaio Ararico, Giulio Augurino, Munazio Grato, Marco Festo, Fenio Rufo, Subrio Flavio, Sulpicio Aspro, Massimo Scauro, Veneto Paolo, Epicari, Antonia e Marco Vestino Attico. La congiura interessò anche ambienti militari: un esempio è la morte del più grande generale del tempo, Gneo Domizio Corbulone. Egli, sospettato di essere un oppositore di Nerone, morì suicida nel 68. Altri  membri furono invece esiliati o screditati, come Novio Prisco, Annio Pollione, Glizio Gallo, Rufrio Crispino, Verginio Flavo, Gaio Musonio Rufo, Cluvidieno Quieto, Giulio Agrippa, Blizio Catulino, Petronio Prico, Giulio Altino, Cesennio Massimo, Cedicia, Pompeio, Cornelio Mariale, Flavio Nepote e Stazio Domizio.